# VMEbus
VMEbus je standard za računalne sabirnice koji je razvila američka tvrtka Motorola 1981. godine za svoju obitelj mikroprocesora 68000. Ovu sabirnicu su kasnije preuzeli i drugi, te nedugo poslije VMEbus je ratificiran od strane IEC u ANSI/IEEE 1014-1987.